# Julius Schnorr von Carolsfeld

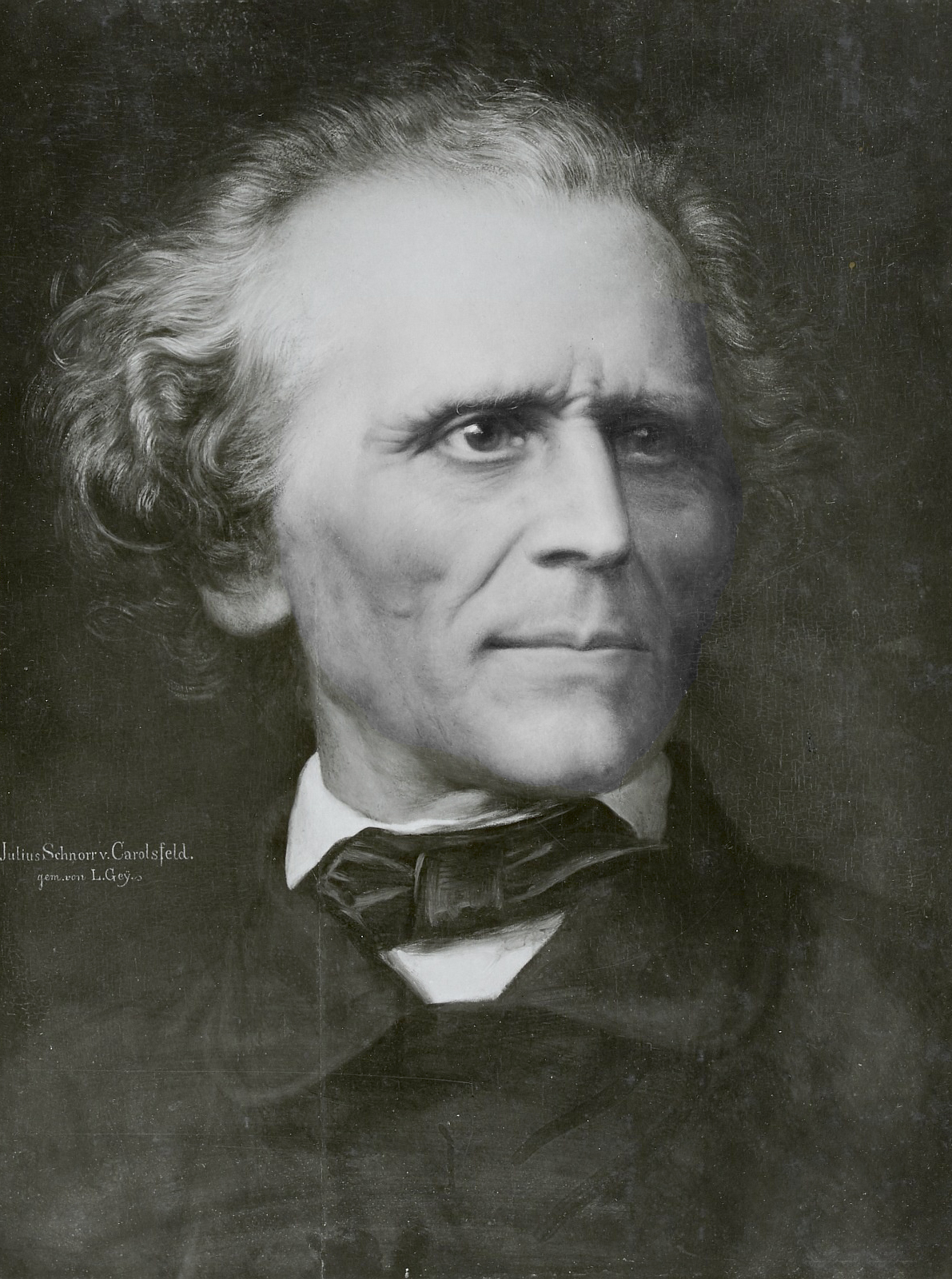
Julius Schnorr von Carolsfeld de Leonhard Gey

Julius Schnorr von Carolsfeld (26 de març de 1794 - 24 de maig de 1872) (pronunciació alemanya: [ˈjuːlɪʊs ʃnɔʁ fɔn ˈkaːʁɔlsfɛlt]) va ser un pintor alemany, principalment de temes bíblics. De jove es va relacionar amb els pintors del moviment natzarè que van reviure el florit estil renaixentista en l'art religiós. Se'l recorda per la seva extensa Bíblia il·lustrada i els seus dissenys per als vitralls de les catedrals.

## Biografia
Schnorr va néixer a Leipzig, fill de Veit Hanns Schnorr von Carolsfeld (1764–1841), dibuixant, gravador i pintor, del qual va rebre la seva formació artística inicial, les seves primeres obres conegudes eren còpies de els dibuixos neoclàssics de John Flaxman. El 1811 va ingressar a l'Acadèmia de Viena, de la qual Johann Friedrich Overbeck i altres que es van rebel·lar contra el vell estil convencional havien estat expulsats aproximadament un any abans. Allà va estudiar amb Friedrich Heinrich Füger, i es va fer amic de Joseph Anton Koch i Heinrich Olivier, els quals tindrien una influència important en el seu estil. Schnorr va seguir a Overbeck i els altres fundadors del moviment natzarè a Roma el 1815. Aquesta escola d'art religiós i romàntic va tendir a rebutjar els estils moderns, intentant tornar i reviure els principis i la pràctica d'èpoques anteriors.
Al començament de la seva estada a Roma, Schnorr es va veure especialment influenciat pel seu estudi aprofundit de la pintura italiana del segle xv, especialment les obres de Fra Angelico. Aviat, però, va abandonar aquesta senzillesa refinada i va començar a mirar cap a models més elaborats de l'Alt Renaixement.
Des dels seus inicis, el moviment natzarè va fer un esforç per recuperar la pintura al fresc i l'art monumental, i Schnorr va tenir l'oportunitat de demostrar els seus poders quan li van encarregar la decoració del vestíbul de la Villa Massimo, prop del Laterà, amb frescos que il·lustraven les obres d'Ariosto. Altres cicles a la casa van ser iniciats per Peter von Cornelius i Johann Friedrich Overbeck.
Schnorr es va casar amb Maria Heller, la fillastra de Ferdinand Olivier, el 1827. El seu fill Ludwig Schnorr von Carolsfeld era un tenor operístic que va morir als 29 anys. Acabava de començar a guanyar fama com el primer a cantar Tristany de Wagner. El germà de Schnorr (1788–1853) també va ser pintor. Schnorr va morir a Múnic el 1872.

## Carrera
El segon període de la producció artística de Schnorr va començar el 1825, quan va deixar Roma, es va establir a Múnic, va entrar al servei de Lluís I de Baviera i va trasplantar a Alemanya l'art de la pintura mural que havia après a Itàlia. Es va mostrar qualificat com una mena de poeta-pintor a la cort bavaresa; va organitzar un equip d'executants entrenats i va cobrir cinc sales del nou palau, la "Residenz", amb frescos que il·lustraven els Nibelungens. També va pintar una sèrie d'escenes de la vida de Carlemany, Frederic Barbarroja i Rodolf d'Habsburg.

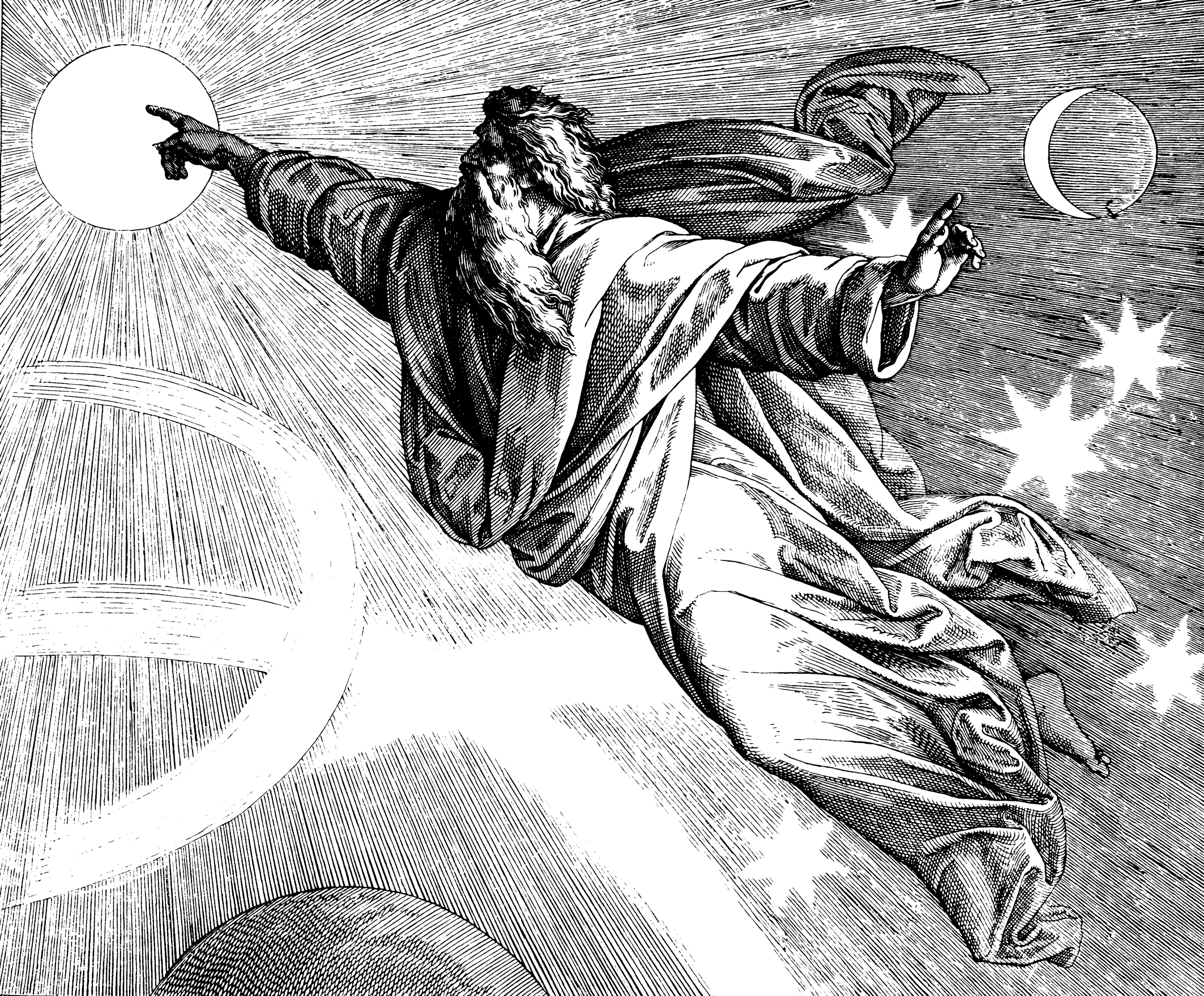
Il·lustració de la Bíblia il·lustrada

Schnorr havia volgut inicialment crear un complex programa simbòlic en què aquests temes històrics alemanys es combinessin amb escenes de l'Antic Testament. Això, però, va ser rebutjat per Ludwig, deixant a Schnorr queixar-se que es va quedar amb la tasca de pintar un simple "informe periodístic de l'Edat Mitjana" (" Zeitungsartikel des Mittelalters "). Els crítics consideraven aquestes composicions creatives, apreses en composició, magistrals en dibuix, però també exagerades de pensament i extravagants en estil.
El 1846 Schnorr es va traslladar a Dresden per convertir-se en professor a l'acadèmia d'allà. L'any següent va ser nomenat director de la Gemäldegalerie.

## Art
El tercer període de Schnorr va estar marcat per les seves il·lustracions bíbliques. Era luterà i tenia una visió àmplia i poc sectària. La seva Bíblia il·lustrada es va publicar a Leipzig en 30 parts entre 1852 i 1860, i en va seguir una edició en anglès el 1861. Les il·lustracions de la Bíblia amb imatges eren sovint complexes i desordenades; alguns crítics els van trobar mancats d'harmonia de línia i simetria, jutjant-los com a inferiors als treballs equivalents produïts per Rafael. El seu estil difereix de la senzillesa i severitat d'èpoques anteriors, mostrant en canvi la floridesa del Renaixement posterior.
Els dibuixos bíblics i els dibuixos per als frescos de Schnorr van formar un preludi natural dels dissenys per a finestres de les esglésies, i el seu renom a Alemanya va aconseguir encàrrecs a Gran Bretanya. Schnorr va ser un dels deu artistes que va dissenyar un esquema de vitralls per a la catedral de Glasgow, encarregat entre 1856 i 1857 i fabricat a la fàbrica reial de Múnic, i més tard va dissenyar finestres per a la catedral de Sant Pau de Londres. Aquest vidre de Múnic va provocar controvèrsia: els medievalistes es van oposar a la seva manca de brillantor i van estigmatitzar les finestres com a simples persianes de colors i transparències d'imatges. La part contraria, però, va reclamar per a aquests revivals moderns "la unió del dibuix sever i excel·lent de les primeres pintures a l'oli florentines amb el color i la disposició de les pintures de vidre de la segona meitat del segle XVI". Quatre finestres de Schnorr es van instal·lar a St Paul's: tres al presbiteri (eliminades el 1888) i una a l'extrem oest (destruïda el 1941). La major part del vidre de Múnic a Glasgow es va eliminar durant el segle xx.

## Pintures

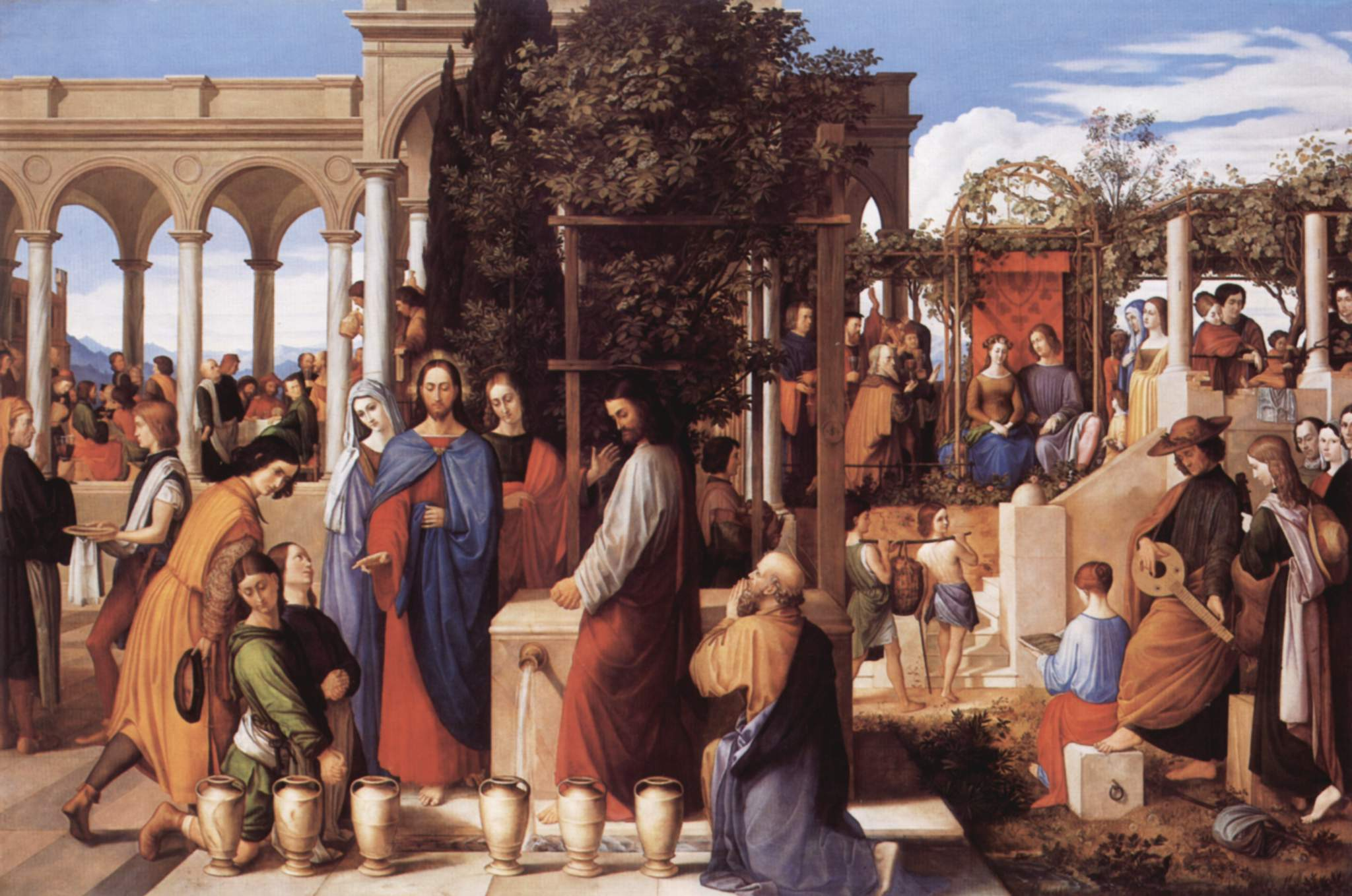
Les noces de Canaan (1819)
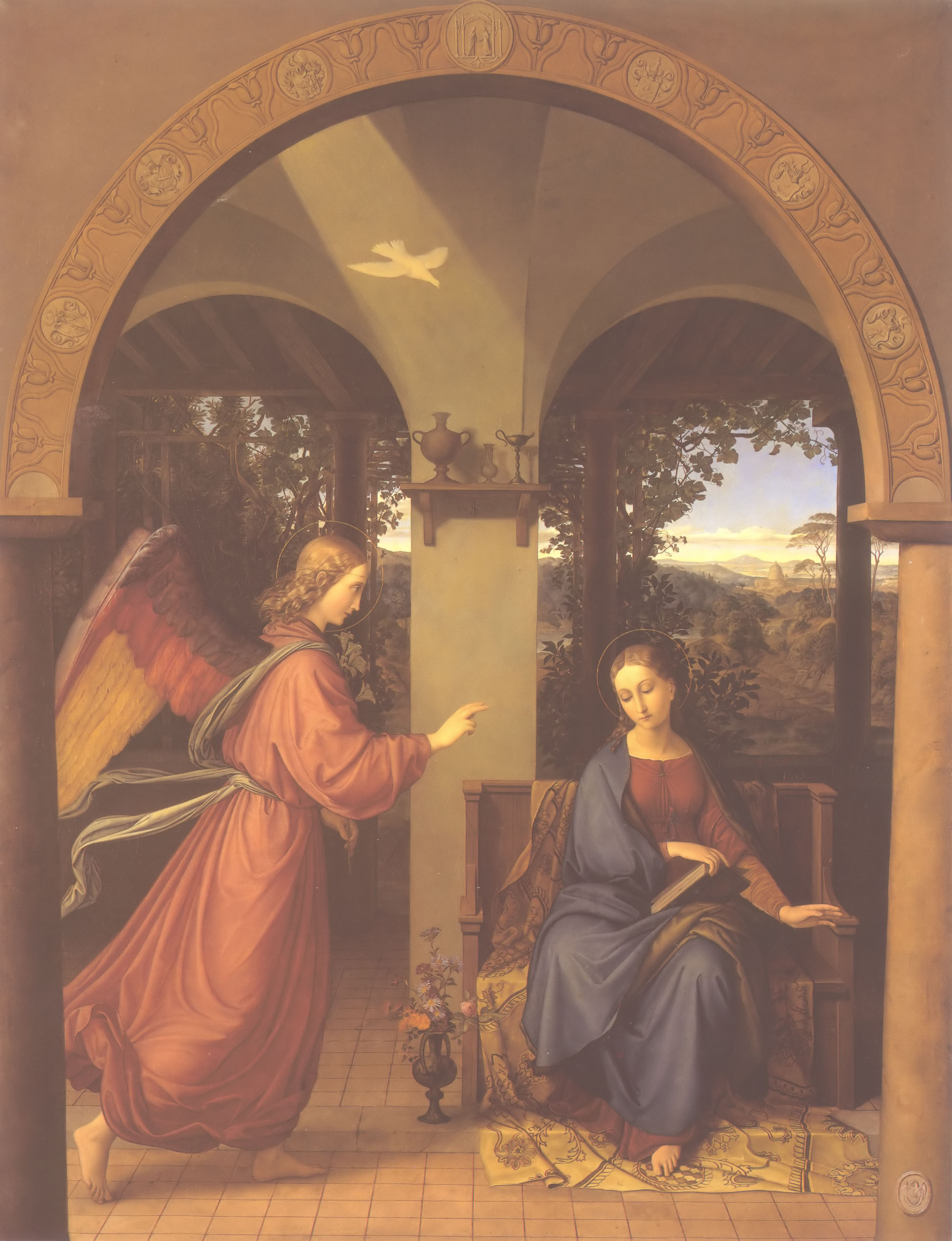
Anunciació (1820)
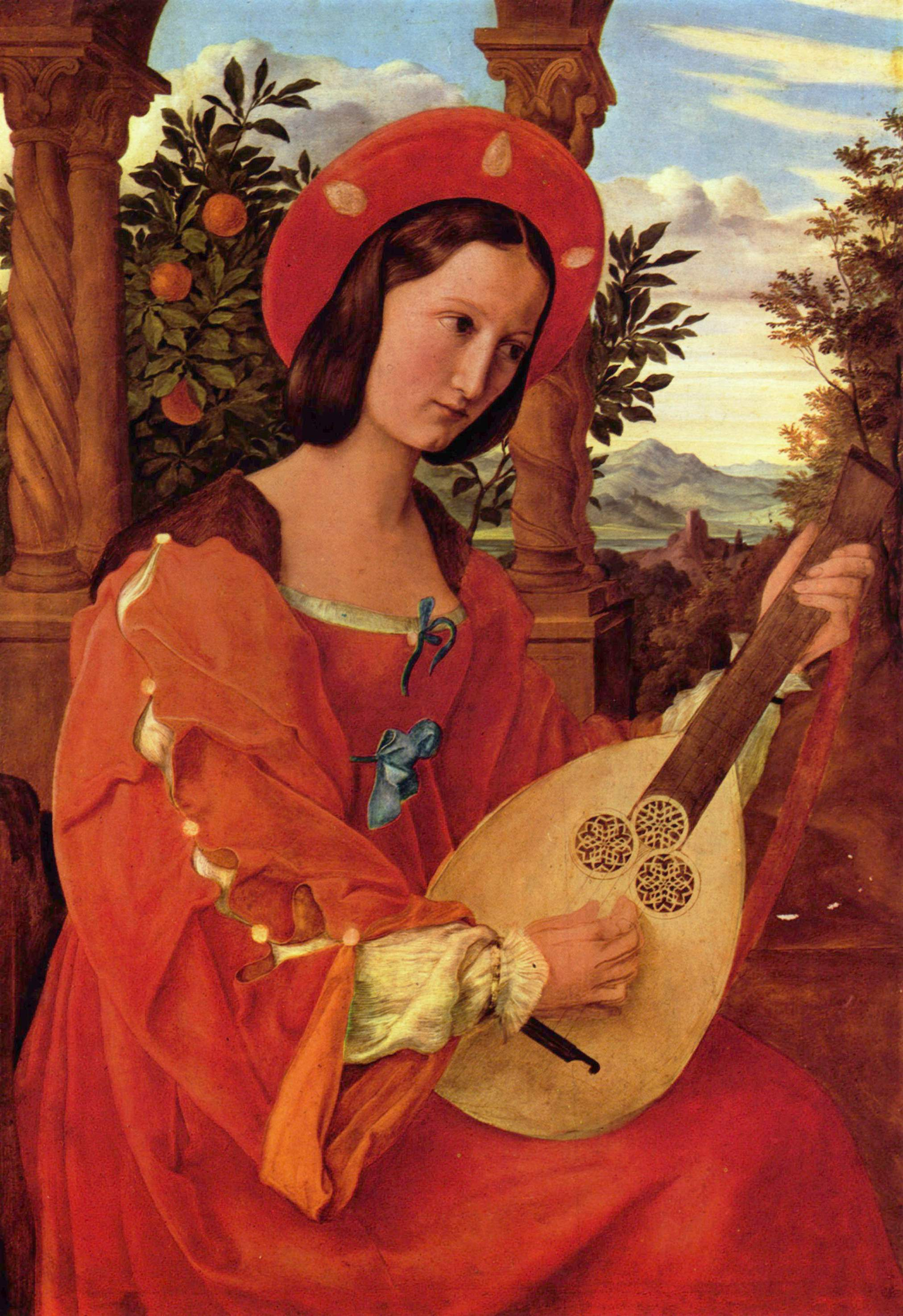
Retrat de Klara Bianka von Quandt (1820)
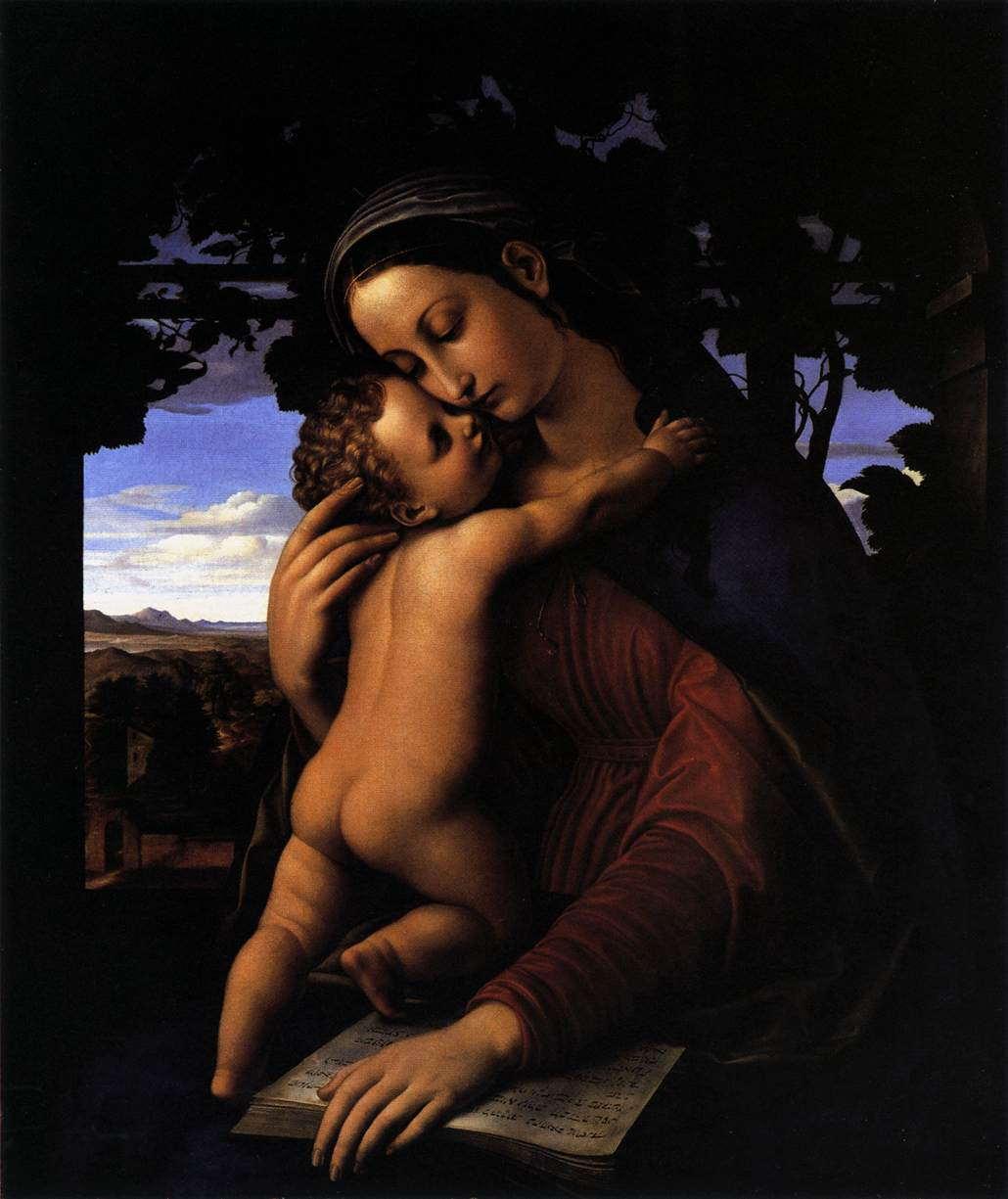
Verge i el nen (1820)
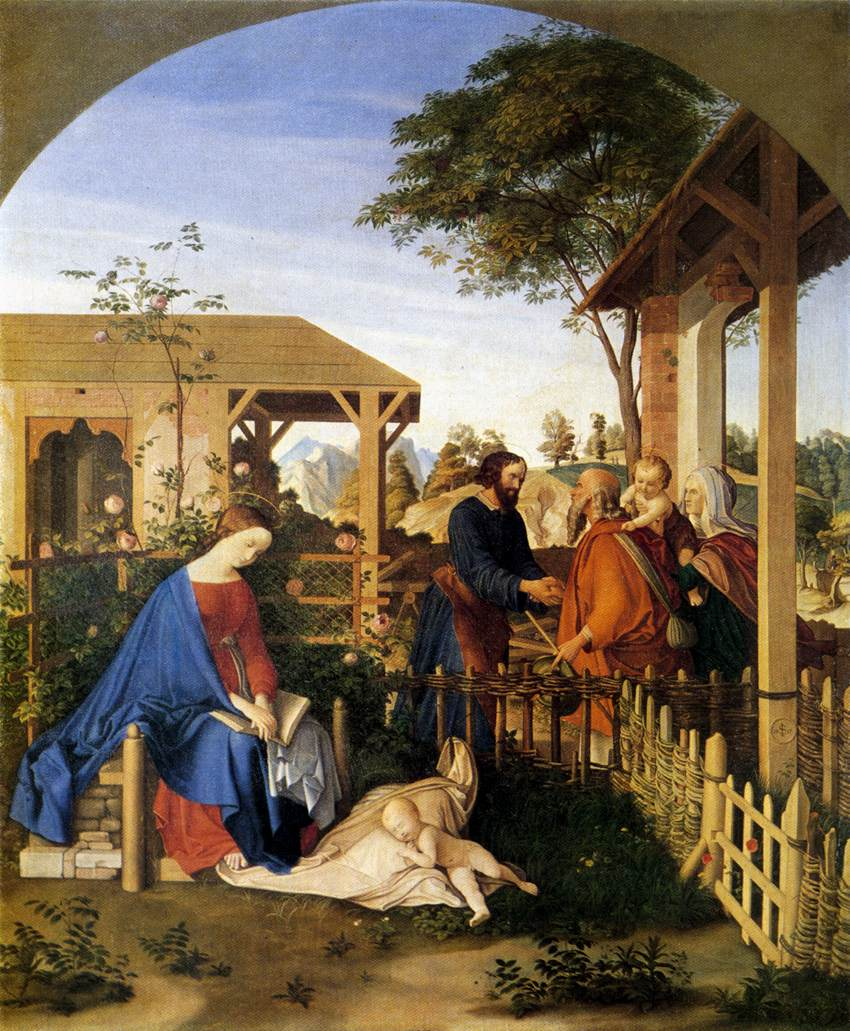
La família de Sant Joan Baptista visitant la família de Crist (1817)
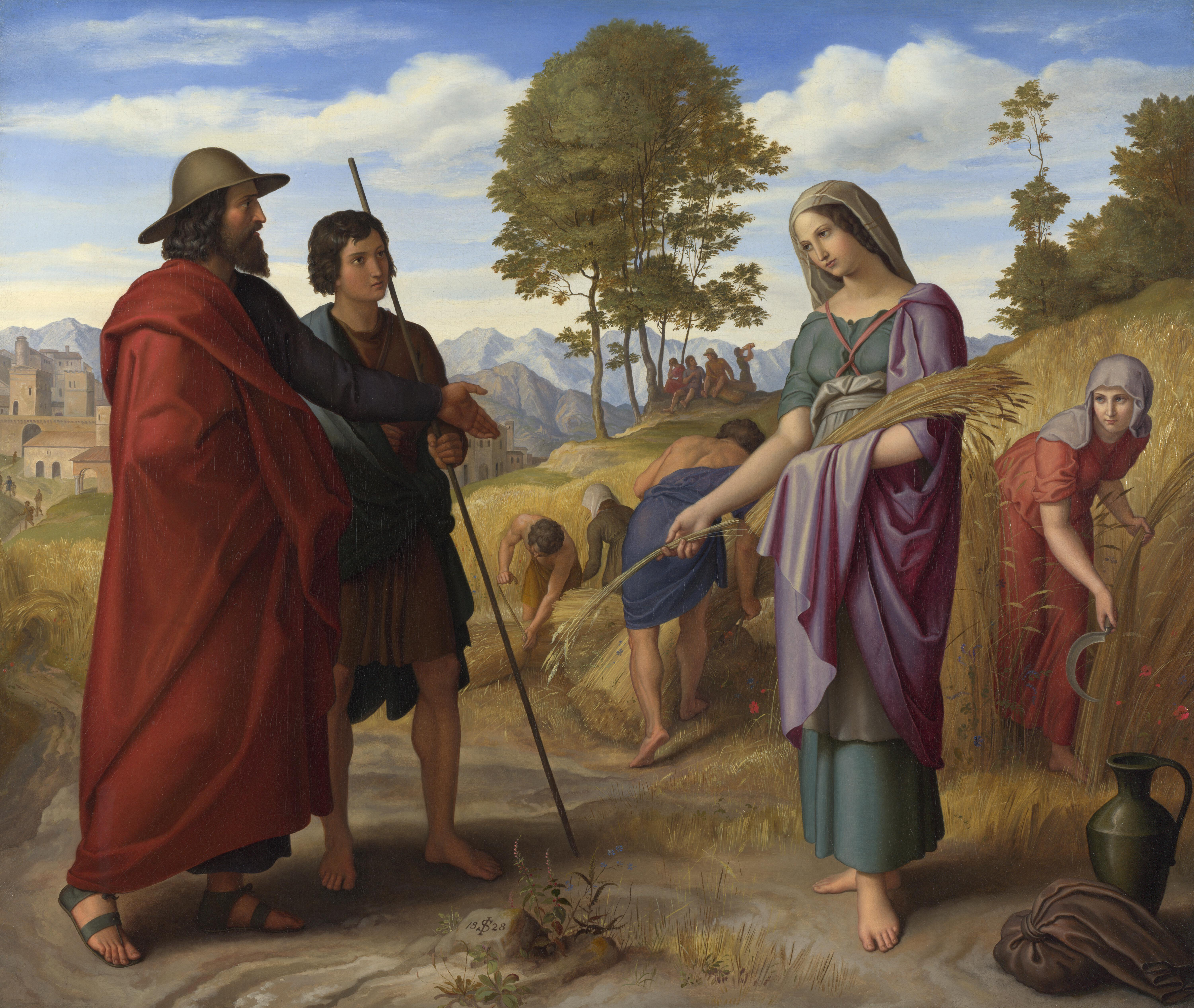
Rut al camp de Boaz (1828)
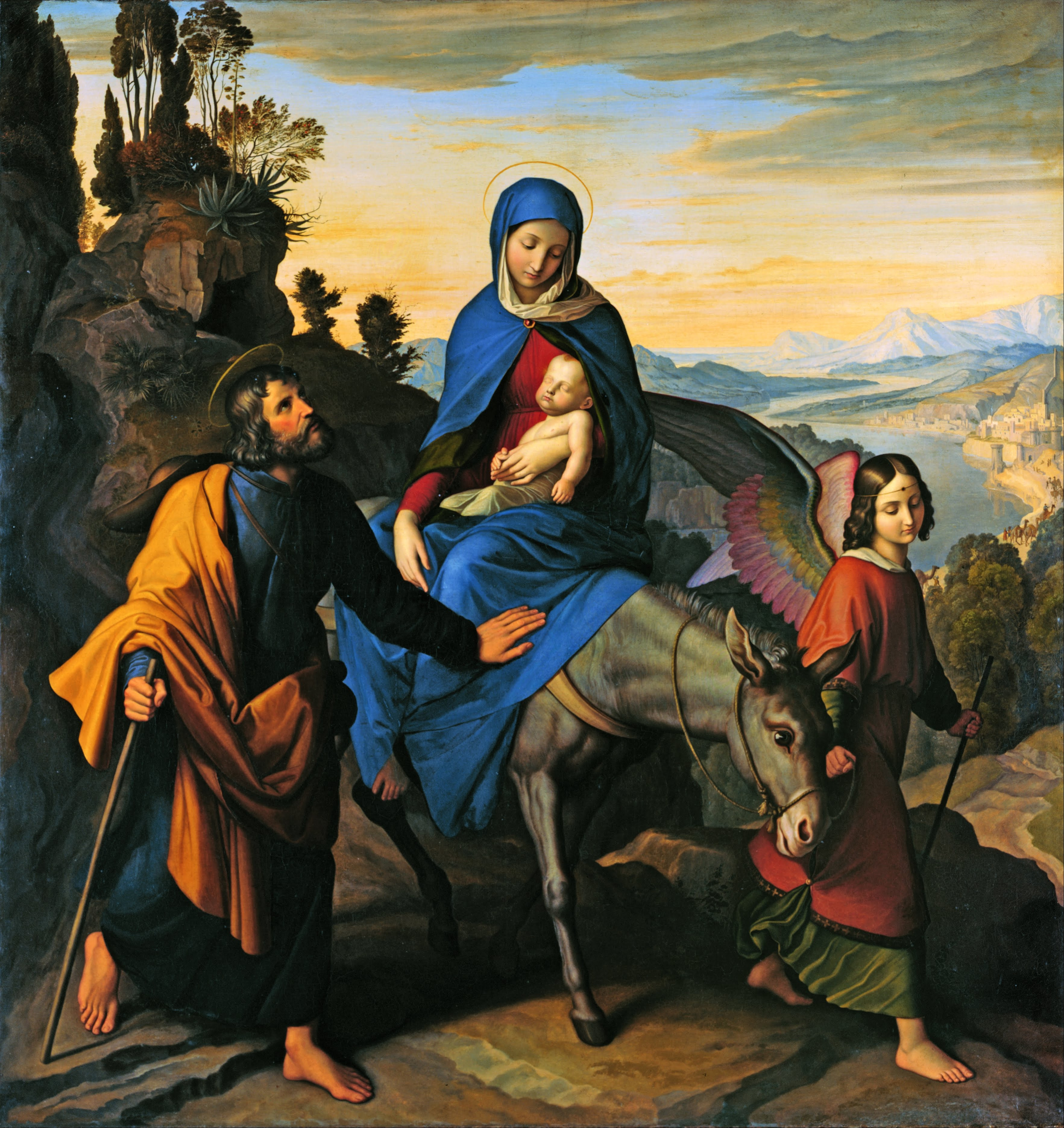
Fuga a Egipte (1828)

## Art saquejat pels nazis
L'agost de 2016, la National Gallery of Art de Washington, DC, va retornar un dibuix de la seva col·lecció, A Branch with Shriveled Leaves (1817) de Schnorr, als hereus de la doctora Marianne Schmidl (1890–1942), una etnòloga austríaca que va ser assassinada a l'Holocaust.